# Sonja Grefberg
Sonja Grefberg (später Forss; * 9. Juni 1964) ist eine ehemalige finnische Tischtennisspielerin. Sie gilt als erfolgreichste finnische Tischtennisspielerin überhaupt. 

## Werdegang
Als Sechsjährige begann Sonja Grefberg mit dem Tischtennissport. Mit 13 Jahren holte sie Gold im Doppel bei den Finnischen Meisterschaften, seit 1977 spielt sie in der finnischen Nationalmannschaft. Insgesamt gewann sie zwischen 1978 und 1990 neun finnische Meisterschaften im Doppel. 1980 gewann sie mit Eva Malmberg sowohl den Doppelwettbewerb bei den Jugend-Europameisterschaften als auch im Einzel die Nordische Meisterschaft.
In der ITTF-Weltrangliste erreichte sie mit Platz 36 ihre persönliche Bestmarke. Sie nahm auch mehrmals an den Weltmeisterschaften und Europameisterschaften teil. Der größte Erfolg war die Junioren-Europameisterschaft im Doppel. Heute lebt die Finnin in Kauniainen und arbeitet als Unternehmer. Sie ist seit 2013 im Vorstand der European Table Tennis Union und seit 2017 bei der International Table Tennis Federation.

## Privates
Sonja Grefbergs Schwester Monica (verh. Portin) ist ebenfalls finnische Nationalspielerin.